# Kilskräppa
Kilskräppa (Rumex cuneifolius) är en slideväxtart som beskrevs av Francisco Campderá. Kilskräppa ingår i släktet skräppor, och familjen slideväxter. Inga underarter finns listade i Catalogue of Life.